# طيران الإمارات
طيران الإمارات، هي شركة طيران إماراتية وأحدى الناقلَين الوطنيين لدولة الإمارات العربية المتحدة (إلى جانب الاتحاد للطيران). يقع مقر الشركة في منطقة القرهود بدبي، وهي شركة تابعة لمجموعة الإمارات، المملوكة لمؤسسة دبي للاستثمارات الحكومية. تُعد طيران الإمارات أكبر شركة طيران في الشرق الأوسط، حيث تُسيّر أكثر من 3600 رحلة أسبوعيًا انطلاقًا من مركزها التشغيلي في المبنى رقم 3 بمطار دبي الدولي. وتخدم أكثر من 150 مدينة في 80 دولة عبر قارات العالم الست، من خلال أسطول يقارب 250 طائرة. وتُدار عمليات الشحن الجوي عبر ذراعها المتخصصة "الإمارات للشحن الجوي.
تحتل طيران الإمارات المرتبة الثالثة عالميًا من حيث عدد كيلومترات الركاب المجدولة، كما أنها تحتل المرتبة الثانية عالميًا في مجال الشحن الجوي من حيث أطنان الشحن بالكيلومتر.
في منتصف ثمانينيات القرن العشرين، بدأت شركة "طيران الخليج" بتقليص خدماتها إلى دبي، مما دفع إلى تأسيس طيران الإمارات في 15 مارس 1985 بدعم من العائلة الحاكمة في دبي، حيث زُوّدت بأول طائرتين من الخطوط الجوية الباكستانية. وبدأت الشركة برأس مال مبدئي قدره 10 ملايين دولار، مع الالتزام بالعمل دون الاعتماد على الدعم الحكومي. وقدّمت الخطوط الجوية الباكستانية كذلك خدمات تدريب مجانية لطاقم طيران الإمارات في مطار كراتشي. أسس الشركة الشيخ أحمد بن سعيد آل مكتوم، الذي يشغل منصب رئيس مجلس إدارتها حتى اليوم. وقد شهدت الشركة منذ تأسيسها نموًا سريعًا في حجم أسطولها وعدد وجهاتها. وفي أكتوبر 2008، نقلت طيران الإمارات جميع عملياتها في مطار دبي الدولي إلى المبنى رقم 3.
تشغل طيران الإمارات أسطولًا متنوعًا من طائرات إيرباص وبوينغ ذات البدن العريض، وهي من بين شركات الطيران القليلة في العالم التي تشغّل أسطولًا يتكون بالكامل من طائرات ذات بدن عريض (باستثناء طيران الإمارات التنفيذي). واعتبارًا من يناير 2025، تُعد طيران الإمارات أكبر مشغل لطائرات إيرباص A380 في العالم، بعدد 116 طائرة في الخدمة. وقد أصبحت هذه الطائرة عنصرًا أساسيًا في أسطول الشركة، خاصة على الرحلات الطويلة وعالية الكثافة. كما أن طيران الإمارات هي أيضًا أكبر مشغل في العالم لطائرات بوينغ 777، مع 133 طائرة في الخدمة.

## تاريخ
تأسست طيران الإمارات في مارس 1985 بدعم من حاكم دبي الشيخ محمد بن راشد آل مكتوم. قامت الشركة بأول رحلة طيران لها في في 25 أكتوبر 1985 من دبي إلى كراتشي، باكستان. يذكر أن الخطوط الجوية الباكستانية الدولية قد لعبت دورًا كبيرًا في تأسيس شركة طيران الإمارات في سنواتها الأولى حيث قدمت لها المساعدة الفنية والإدارية بالإضافة إلى توفير طائرة بوينج 737-300 جديدة وطائرة إيرباص من طراز A300B4-200.
شهدت شركة طيران الإمارات خلال سنواتها الأولى نمواً قوياً بلغ متوسطه 30% سنوياً. ساعدت حرب الخليج على تعزيز أعمال الشركة حيث كانت شركة الطيران الوحيدة التي واصلت العمل في الأيام العشرة الأخيرة من الحرب. في عام 2000، قدمت شركة الطيران طلبًا لشراء عدد كبير من الطائرات، بما في ذلك بوينغ 777-300 وإيرباص A380، وأطلقت أيضًا برنامج المسافر الدائم الخاص بها (سكاي واردز).
ومنذ ذلك الحين واصلت الشركة توسيع أسطولها وشبكتها، وركزت على ربط جنوب آسيا بأمريكا الشمالية والتنافس مع شركات الطيران الكبرى الأخرى على الطرق الدولية. وقد أثار هذا النمو القوي انتقادات من شركات الطيران المنافسة، زاعمة أن طيران الإمارات تستفيد من مزايا غير عادلة، مما أدى إلى دعوات لإعادة النظر في سياسات الأجواء المفتوحة المتعلقة بدولة الإمارات العربية المتحدة.
وفي عام 2017، شرعت طيران الإمارات في مبادرة كبيرة لشراء طائرات ووافقت على شراء عدد من طائرات بوينغ 787 دريملاينر مقابل 15.1 مليار دولار. وصفت صحيفة وول ستريت جورنال الصفقة بأنها "خسارة مؤلمة" لشركة إيرباص. في عام 2023، طلبت طيران الإمارات طائرات بوينغ بقيمة 50 مليون دولار مع شركة الطيران الشقيقة فلاي دبي في معرض دبي للطيران. كما طلبت طيران الإمارات 90 طائرة، بما في ذلك كلا الإصدارين من الطائرة الجديدة للرحلات الطويلة.

## الإدارة

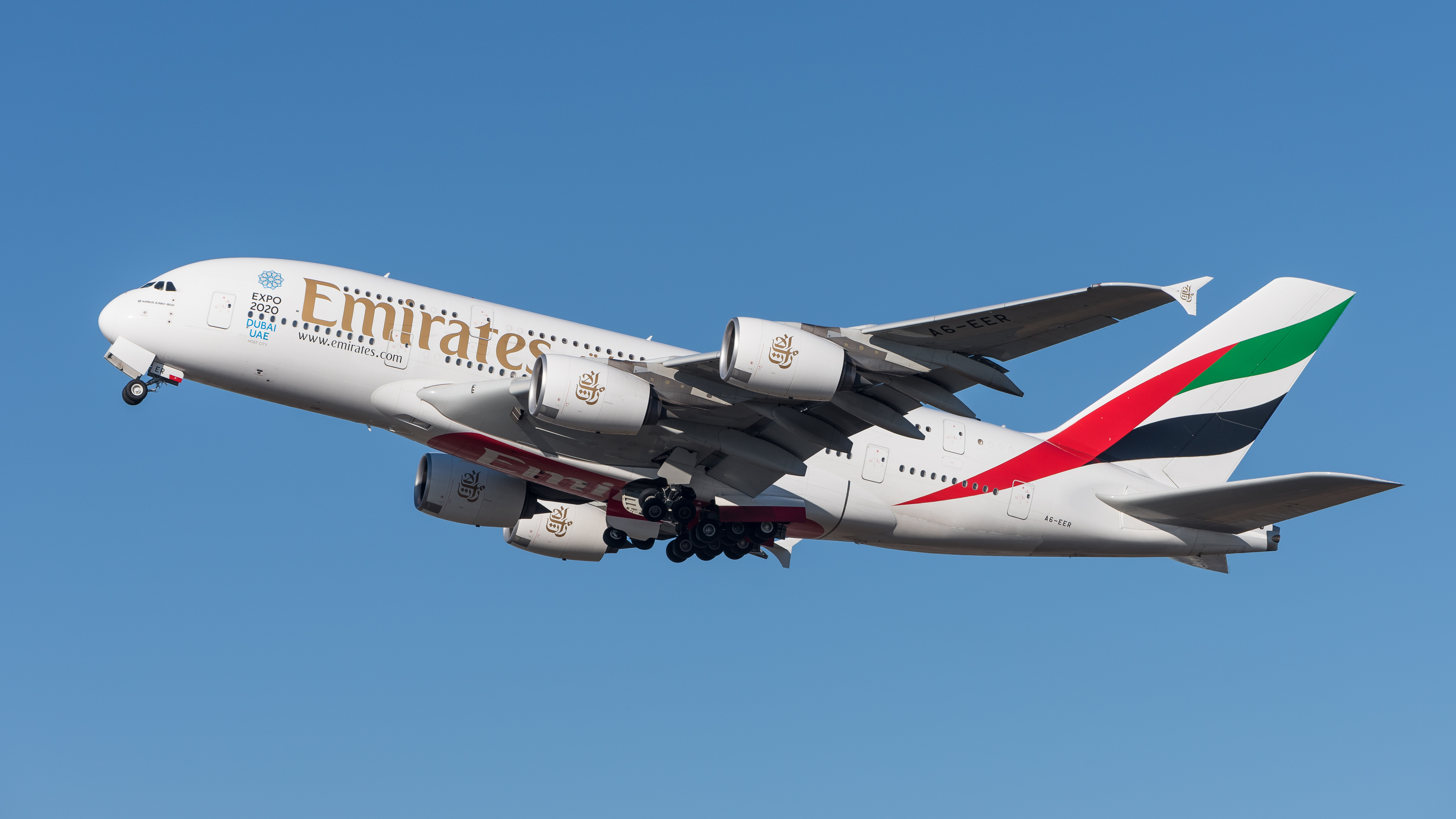
طائرة إيرباص إيه 380 تابعة لطيران الإمارات

شركة طيران الإمارات هي شركة تابعة لمجموعة الإمارات، والتي هي بدورها شركة تابعة لمؤسسة دبي للاستثمارات الحكومية، الذراع الاستثماري لحكومة دبي. حققت الشركة أرباحًا في كل عام، باستثناء عامها الثاني، وحافظت على معدل نمو سنوي لم ينخفض أبدًا عن 20٪. خلال السنوات الـ 11 الأولى من تأسيسها، تضاعف حجم شركة الطيران كل 3.5 سنوات، ويتضاعف كل أربع سنوات منذ ذلك الحين.
في عام 2015، وزعت طيران الإمارات أرباحًا بقيمة 2.6 مليار درهم إماراتي (708 مليون دولار أمريكي)، مقارنة بمليار درهم إماراتي (272 مليون دولار أمريكي) في عام 2014. تلقت الحكومة مبلغ 14.6 مليار درهم إماراتي من طيران الإمارات منذ بدء دفع الأرباح في عام 1999 نظير تقديمها رأس مال أولي قدره 10 ملايين دولار أمريكي واستثمار إضافي يبلغ حوالي 80 مليون دولار أمريكي قدمته الحكومة في وقت تأسيس شركة الطيران. حكومة دبي هي المالك الوحيد للشركة، لكنها لا تستثمر فيها أي أموال جديدة، ولا تتدخل في إدارة شركة الطيران.

### الهيكل التنظيمي والتوظيف
وسعت طيران الإمارات أنشطتها في الصناعات والقطاعات ذات الصلة، بما في ذلك خدمات المطارات والهندسة والتموين وعمليات تنظيم الرحلات السياحية. لدى طيران الإمارات سبع شركات تابعة ولدى الشركة الأم أكثر من 50 شركة. ومع نهاية السنة المالية في 31 مارس 2020، بلغ عدد الموظفين في الشركة 59,519 موظفاً، منهم 21,789 طاقم الطائرة، و4,313 طاقم الطائرة، و3,316 موظفًا في أدوار هندسية، تم إدراج 12,627 موظفًا كآخرين، و5,376 موظفًا في المحطات الخارجية، و12,098 موظفًا في الشركات التابعة. وظفت مجموعة الإمارات مجتمعة ما يقارب من 105,730 موظفًا.
توفر طيران الإمارات لموظفيها مزايا عديدة مثل الخطط الصحية الشاملة وإجازة الأمومة والإجازات المرضية مدفوعة الأجر. هناك استراتيجية أخرى تستخدمها طيران الإمارات وهي استخدام تقاسم الأرباح ومكافآت الجدارة كجزء من نهجها القائم على الكفاءة لإدارة الأداء.

### السجل البيئي
تؤكد شركة طيران الإمارات أن انبعاثاتها أقل من شركات الطيران الأخرى مشيرة إلى أن متوسط حرق الوقود في أسطولها يقل عن 4 لترات لكل 100 كيلومتر للمسافر. في عام 2023، أعلنت الشركة أنها ستستثمر 200 مليون دولار على مدى ثلاث سنوات للبحث والتطوير فيما يتعلق بتخفيض الوقود الأحفوري في الطيران التجاري، بما في ذلك الاستثمار في تطوير بدائل وحلول الوقود والطاقة.

### كفاءة الأسطول
صرحت شركة طيران الإمارات أن طائراتها من طراز A380-800 ستوفر استهلاكًا للوقود يبلغ 3.1 لترًا لكل 100 كيلومتر/ راكب.
تستخدم الشركة برنامج يسمى "Flextracks" لتخطيط وتحسين كفاءة المسار وعامل الحمولة. بلغت عوامل حمولة الركاب 81.2% في الأشهر الستة حتى سبتمبر 2010.
استثمرت طيران الإمارات في برنامج يسمى "الوصول المخصص" الذي يسمح لمراقب الحركة الجوية بالاتصال بالطائرة أثناء التحليق. يحسب النظام في البداية السرعة المثالية ومسار الطيران من أجل الهبوط السلس على المدرج. يمكّن هذا النهج الطاقم من اعتماد وتنفيذ مسار تعريف الهبوط المستمر، مما يؤدي إلى توفير الوقود والانبعاثات.

### الأداء المالي والتشغيلي
في السنة المالية 2019-2020، حققت طيران الإمارات إيرادات بلغت حوالي 92.0 مليار درهم (25.1 مليار دولار)، وهو ما يمثل انخفاضًا بنحو 6٪ عن إيرادات العام السابق البالغة 97.9 مليار درهم. كما انخفض عدد الركاب من 58.6 مليونًا إلى 56.2 مليونًا خلال نفس الفترة، وهو ما يمثل انخفاضًا بنحو 4%. وارتفع معدل مقاعد الركاب بنسبة 1.7% ليصل إلى 78.5%. وانخفضت أيضًا البضائع المنقولة في الفترة 2019-2020 بنسبة 10% إلى 2.4 مليون طن (2018-2019: 2.7 مليون طن). ارتفعت أرباح الشركة للسنة المالية 2019/20 بنسبة 21% إلى 1.1 مليار درهم (251 مليون دولار) على خلفية انخفاض أسعار النفط وارتفاع الدولار الأمريكي، على الرغم من إغلاق المدرج لمدة 45 يوماً في مطار دبي الدولي وجائحة كوفيد-19 التي أثرت سلبا على النتائج.
في 9 يونيو 2020، أعلنت طيران الإمارات عن تسريح العديد من موظفيها بسبب تداعيات جائحة فيروس كورونا.
| الأداء المالي والتشغيلي [D] | الأداء المالي والتشغيلي [D] | الأداء المالي والتشغيلي [D]     | الأداء المالي والتشغيلي [D] | الأداء المالي والتشغيلي [D] | الأداء المالي والتشغيلي [D]                |
| السنة                       | عدد المسافرين (بالألف)      | الحمولة المنقولة (آلاف الأطنان) | العوائد (مليون درهم)        | النفقات (مليون درهم)        | الربح التشغيلي (+)/الخسارة(-) (مليون درهم) |
| --------------------------- | --------------------------- | ------------------------------- | --------------------------- | --------------------------- | ------------------------------------------ |
| 31 مارس 1998                | ▲3,683.4                    | ▲200.1                          | ▲4,089.                     | ▲3,826.7                    | ▲(+)262.413                                |
| 31 مارس 1999                | ▲4,252.7                    | ▲214.2                          | ▲4,442.9                    | ▲4,130.2                    | ▲(+)312.959                                |
| 31 مارس 2000                | ▲4,775.4                    | ▲269.9                          | ▲5,113.8                    | ▲4,812.9                    | ▼(+)300.900                                |
| 31 مارس 2001                | ▲5,719                      | ▲335                            | ▲6,359                      | ▲5,693                      | ▲(+)666                                    |
| 31 مارس 2002                | ▲6,765                      | ▲401                            | ▲7,137                      | ▲6,511                      | ▼(+)626                                    |
| 31 مارس 2003                | ▲8,503                      | ▲525                            | ▲9,514                      | ▲8,513                      | ▲(+)1,001                                  |
| 31 مارس 2004                | ▲10,441                     | ▲660                            | ▲13,116                     | ▲11,368                     | ▲(+)1,749                                  |
| 31 مارس 2005                | ▲12,529                     | ▲838                            | ▲17,909                     | ▲15,290                     | ▲(+)2,619                                  |
| 31 مارس 2006                | ▲14,498                     | ▲1,019                          | ▲22,658                     | ▲20,006                     | ▲(+)2,652                                  |
| 31 مارس 2007                | ▲17,544                     | ▲1,156                          | ▲29,173                     | ▲25,834                     | ▲(+)3,339                                  |
| 31 مارس 2008                | ▲21,229                     | ▲1,282                          | ▲38,810                     | ▲34,359                     | ▲(+)4,451                                  |
| 31 مارس 2009                | ▲22,731                     | ▲1,408                          | ▲43,266                     | ▲40,988                     | ▼(+)2,278                                  |
| 31 مارس 2010                | ▲27,454                     | ▲1,580                          | ▲43,455                     | ▼39,890                     | ▲(+)3,565                                  |
| 31 مارس 2011                | ▲31,422                     | ▲1,767                          | ▲54,231                     | ▲48,788                     | ▲(+)5,443                                  |
| 31 مارس 2012                | ▲33,981                     | ▲1,796                          | ▲62,287                     | ▲60,474                     | ▼(+)1,813                                  |
| 31 مارس 2013                | ▲39,391                     | ▲2,086                          | ▲73,113                     | ▲70,274                     | ▲(+)2,839                                  |
| 31 مارس 2014                | ▲44,537                     | ▲2,250                          | ▲82,636                     | ▲79,382                     | ▲(+)3,254                                  |
| 31 مارس 2015                | ▲49,292                     | ▲2,377                          | ▲88,819                     | ▲82,926                     | ▲(+)5,893                                  |
| 31 مارس 2016                | ▲51,853                     | ▲2,509                          | ▼85,044                     | ▼76,714                     | ▲(+)8,330                                  |
| 31 مارس 2017                | ▲56,076                     | ▲2,577                          | ▲85,083                     | ▲82,648                     | ▼(+)2,435                                  |
| 31 مارس 2018                | ▲58,485                     | ▲2,623                          | ▲92,322                     | ▲88,236                     | ▲(+)4,086                                  |
| 31 مارس 2019                | ▲58,601                     | ▲2,659                          | ▲97,907                     | ▲95,260                     | ▼(+)2,647                                  |
| 31 مارس 2020                | ▼56,162                     | ▼2,389                          | ▼91,972                     | ▼85,564                     | ▲(+)6,408                                  |
| 31 مارس 2021                | ▼6,553                      | ▼1,873                          | ▼30,927                     | ▼45,948                     | ▼(-)15,021                                 |
| 31 مارس 2022                | ▲19,562                     | ▲2,139                          | ▲59,180                     | ▲59,618                     | ▲(-)3,917                                  |
| 31 مارس 2023                | ▲43,626                     | ▼1,849                          | ▲107,356                    | ▲93,479                     | ▲(+)10,581                                 |

## الأسطول
يضم أسطول طيران الإمارات بشكل رئيسي الطائرات ذات البدن العريض وهي واحدة من شركات الطيران القليلة التي تشغل أسطولًا من الطائرات ذات الجسم العريض (باستثناء طيران الإمارات التنفيذي).، متضمنا إيرباص إيه 330، إيرباص إيه 340، إيرباص إيه 380 وبوينغ 777، بالإضافة لطائرات الشحن بوينغ 777 إف التي تشغل من قبل الإمارات للشحن الجوي. الطائرة الوحيدة ذات البدن الصغيرة هي إيرباص إيه 319 سي جيه وتستخدم للمهام الإدارية والتنفيذية. وتتبع شركة طيران الإمارات سياسية في الحفاظ على أسطول حديث، حيث أن الطائرات تخدم بمعدل 6.3 سنوات اعتبارا من شباط 2014. تقوم الشركة بتجديد الأسطول بشكل دوري. تملك الشركة واحد من أعلى معدلات تشغيل الطائرات في العالم بمتوسط 13.7 ساعة باليوم للطائرة 
وأعلنت شركة "طيران الإمارات"، 13 نوفمبر، تقديم طلبية بقيمة 52 مليار دولار لشراء 95 طائرة بوينغ في أكبر صفقة حتى الآن ضمن معرض دبي للطيران 2023.
وفي 16 نوفمبر 2023 أعلنت طيران الإمارات عن طلبية لشراء 15 طائرة إضافية إيه 350-900 بقيمة 6 مليارات دولار، ليرتفع بذلك إجمالي طلبياتها من الطراز إيه 350 إلى 65 طائرة. وقالت طيران الإمارات في بيان، إنه من المقرر انضمام أول طائرة إيه 350 إلى أسطول طيران الإمارات في أغسطس/آب 2024.

### طائرات الركاب
اعتبارًا من نوفمبر 2019 يتكون أسطول طيران الإمارات الرئيسي من الطائرات ذات البدن العريض التالية:
| الطائرة            | في الخدمة | طلبيات | السعة                | السعة                | السعة                | السعة                | ملاحظات                                      |
| الطائرة            | في الخدمة | طلبيات | الدرجة الأولى        | درجة رجال الأعمال    | الدرجة السياحية      | المجموع              | ملاحظات                                      |
| ------------------ | --------- | ------ | -------------------- | -------------------- | -------------------- | -------------------- | -------------------------------------------- |
| إيرباص A330-900neo | —         | 40     | سوف يتم الاعلان عنها | سوف يتم الاعلان عنها | سوف يتم الاعلان عنها | سوف يتم الاعلان عنها | عمليات التسليم مخطط لها أن تبدأ من 2021.     |
| إيرباص إيه 350-900 | —         | 30     | سوف يتم الإعلان عنها | سوف يتم الإعلان عنها | سوف يتم الإعلان عنها | سوف يتم الإعلان عنها | عمليات التسليم مخطط لها أن تبدأ من عام 2024. |
| إيرباص A380-800    | 112       | 11     | 14                   | 76                   | 399                  | 489                  | أكبر مشغل.                                   |
| إيرباص A380-800    | 112       | 11     | 14                   | 76                   | 401                  | 491                  | أكبر مشغل.                                   |
| إيرباص A380-800    | 112       | 11     | 14                   | 76                   | 426                  | 516                  | أكبر مشغل.                                   |
| إيرباص A380-800    | 112       | 11     | 14                   | 76                   | 427                  | 517                  | أكبر مشغل.                                   |
| إيرباص A380-800    | 112       | 11     | 14                   | 76                   | 429                  | 519                  | أكبر مشغل.                                   |
| إيرباص A380-800    | 112       | 11     | 0                    | 58                   | 557                  | 615                  | أكبر مشغل.                                   |
| بوينغ 777-200LR    | 10        | —      | 0                    | 38                   | 264                  | 302                  |                                              |
| بوينغ 777-300ER    | 134       | —      | 8                    | 42                   | 304                  | 354                  | أكبر مشغل.                                   |
| بوينغ 777-300ER    | 134       | —      | 8                    | 42                   | 306                  | 356                  | أكبر مشغل.                                   |
| بوينغ 777-300ER    | 134       | —      | 8                    | 42                   | 310                  | 360                  | أكبر مشغل.                                   |
| بوينغ 777-300ER    | 134       | —      | 6                    | 42                   | 306                  | 354                  | أكبر مشغل.                                   |
| بوينغ 777-300ER    | 134       | —      | 0                    | 42                   | 386                  | 428                  | أكبر مشغل.                                   |
| بوينغ 777-8        | —         | 35     | سوف يتم الإعلان عنها | سوف يتم الإعلان عنها | سوف يتم الإعلان عنها | سوف يتم الإعلان عنها | عمليات التسليم مخطط لها أن تبدأ من عام 2022. |
| بوينغ 777-9        | —         | 115    | سوف يتم الاعلان عنها | سوف يتم الاعلان عنها | سوف يتم الاعلان عنها | سوف يتم الاعلان عنها | عمليات التسليم مخطط لها أن تبدأ من عام 2020. |
| المجموع            | 256       | 231    |                      |                      |                      |                      |                                              |

### الشحن
حتى نيسان 2016 ضم أسطول الإمارات للشحن الجوي الطائرات التالية:
| الطائرة                | في الخدمة | طلبيات | سعة الشحن  |
| ---------------------- | --------- | ------ | ---------- |
| بوينغ 777 إف           | 13        | 2      | 103,000 كغ |
| بوينغ 747/400 إي آر إف | 2         | —      | 112,760 كغ |
| Total                  | 15        | 2      |            |

### الاستخدام الإداري
حتى نيسان 2016 ضم أسطول طيران الإمارات الطائرة التالية للاستخدام التنفيذي أو الإداري:
| الطائرة               | في الخدمة | طلبيات | عدد الركاب            |
| --------------------- | --------- | ------ | --------------------- |
| إيرباص إيه 319 سي جيه | 1         | —      | 19 (مقعد) / 15 (سرير) |
| المجموع               | 1         | —      |                       |

## الجدل
في ديسمبر 2017، منعت طيران الإمارات نقل نساء تونسيات على متن طائراتها بحجة وجود معلومة أمنية. أثار القرار في تونس موجة غضب ما أدى إلى قرار رسمي من الدولة التونسية بتعليق جميع رحلات الخطوط الإماراتية بمطاراتها إلى حين تمكن الشركة من إيجاد الحل المناسب لتشغيل رحلاتها طبقا للقوانين والمعاهدات الدولية.
ومع بداية عام 2018 اتفق الجانبان الإماراتي والتونسي على استئناف الرحلات الجوية مع تونس بعد تبادل للمعلومات الأمنية.

## جوائز
- جائزة أفضل ناقلة جوية في العالم خلال حفل توزيع جوائز الترا 2024 المرموقة وذلك بناء على تصويت آلاف المسافرين حول العالم.[57]
- أربع جوائز خلا خفل توزيع جوائز السفر العالمية 2024 شملت مختلف المنتجات والخدمات وهي: الناقلة الرائدة عالمياً في فئة الدرجة الأولى، وفي فئة العلامة التجارية، وفئة الترفيه الجوي، وفئة برنامج المكافآت، وجائزة أفضل تطبيق لناقلة جوية في العالم في حفل توزيع جوائز تقنيات السفر العالمية 2024.[58]
- سبع جوائز خلال حفل توزيع جوائز سكاي تراكس وورلد ايرلاينز 2024 ومنها: أفضل ترفيه على متن طائرة في العالم، وأفضل وسائل راحة للدرجة الأولى في العالم، وأفضل ناقلة صديقة للعائلة في الشرق الأوسط.[59]

## وصلات خارجية
- https://www.emirates.com
- Emirates mobile site